# Destroyer (film 2018)
Destroyer è un film del 2018 diretto da Karyn Kusama con protagonista Nicole Kidman.

## Trama
La detective della polizia di Los Angeles Erin Bell è stata inserita sotto copertura in una gang 16 anni fa, ma l'operazione è andata male. Ora, madre di una bambina di 16 anni, lavora ancora come detective a Los Angeles confrontata a un costante problema di alcolismo. Distrutta e consumata dal senso di colpa, i suoi colleghi la disprezzano. Quando Silas, il capo della banda di allora, riappare, lei cerca di affrontare il suo passato e di venirne a capo.

## Promozione
Il primo trailer del film viene diffuso il 17 ottobre 2018.

## Distribuzione
Il film è stato presentato al Telluride Film Festival il 31 agosto 2018, per poi essere proiettato al Toronto International Film Festival nel settembre dello stesso anno e all'AFI Fest il 13 novembre.
La pellicola è stata distribuita nelle sale cinematografiche statunitensi a partire dal 25 dicembre 2018.

## Riconoscimenti
- 2019 - Golden Globe[6]
  - Candidatura per la migliore attrice in un film drammatico a Nicole Kidman
- 2018 - BFI London Film Festival
  - Candidatura per il miglior film
- 2018 - Noir in Festival[7]
  - Menzione speciale della giuria a Nicole Kidman per "la scelta coraggiosa di cimentarsi in un ruolo diverso"
- 2018 - Toronto International Film Festival
  - Candidatura per il miglior film
- 2019 - AACTA International Awards[8]
  - Candidatura per il miglior attrice a Nicole Kidman
- 2019 - Satellite Award[9]
  - Candidatura per la miglior attrice in un film drammatico a Nicole Kidman
- 2019 - Saturn Award[10]
  - Candidatura per il miglior film thriller
  - Candidatura per la migliore attrice a Nicole Kidman
  - Candidatura per la miglior regia a Karyn Kusama
  - Candidatura per il miglior trucco a Bill Corso